# Tetiana Rud
Pour les articles homonymes, voir Rud.
Tetiana Rud (en ukrainien : Тетяна Рудь), née le 5 décembre 1977 à Soumy, est une biathlète ukrainienne.

## Carrière
Sa carrière internationale démarre en 1997, Rud prenant part à la Coupe du monde et aix Championnats du monde junior, où elle remporte le titre sur l'individuel.
En 1999, elle participe à ses premiers et seuls championnats du monde, puis monte sur un podium en relais en Coupe du monde à Lake Placid. L'hiver suivant, elle signe sa meilleure performance dans l'élite en se classant quinzième de l'individuel à Osrblie.

## Palmarès

### Championnats du monde
| Épreuve / Édition         | Individuel | Sprint | Poursuite | Départ en masse | Relais | Relais mixte                     |
| Mondiaux 1999 Kontiolahti | —          | 49e    | 33e       | –               | 5e     | Épreuve inexistante à cette date |

### Coupe du monde
- Meilleur classement général : 60e en 2000.
- Meilleur résultat individuel : 25e.
- 1 podium en relais : 1 deuxième place.

#### Différents classements en Coupe du monde
| Année     | Classement général final | Sprint | Poursuite | Individuel | Mass start |
| 1998-1999 | 68e                      | 61e    | -         | -          | -          |
| 1999-2000 | 60e                      | -      | -         | 37e        | -          |

### Championnats du monde junior
- Médaille d'or de l'individuel en 1997.

### Championnats du monde de biathlon d'été
- Médaille d'argent de la poursuite en 2007.
- Médaille de bronze du sprint en 2007.